# G-型小行星

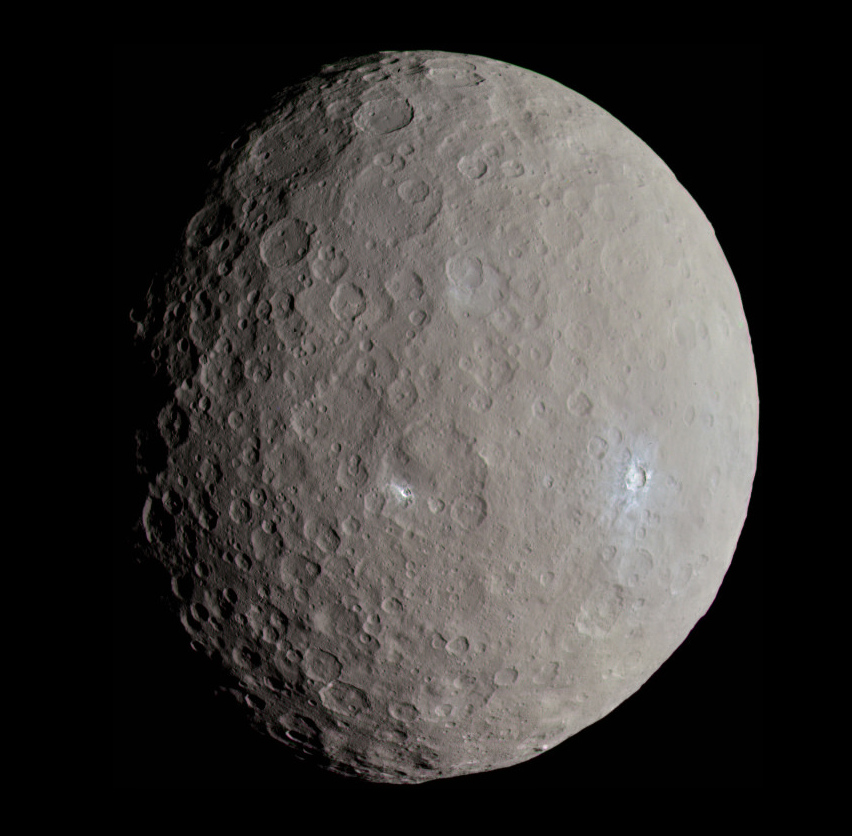
穀神星（矮行星），曾是最大的G-型小行星。

G-型小行星 是一種相對來說比較少見的碳質小行星，在這一型中最值得注意的是穀神星。

## 特性
與C-型小行星相似，但是在0.5 μm以下的紫外線有強烈的吸收特徵。在0.7 μm 附近可能也有吸收的特性，而這可能是類似黏土和雲母層狀矽酸鹽礦物的指標。 
在SMASS分類，依照在0.7 μm有無吸收普線的特徵，G-型細分為Cgh 和Cg。G-型、C-型和一些罕見的類型有時會一起組成範圍更廣泛的C-群碳質小行星。，